# 蒙龐西耶公爵安托萬-菲利普
安托萬-菲利普·德·奧爾良（法語：Antoine-Philippe d’Orléans，1775年7月3日—1807年5月18日），蒙龐西耶公爵，奧爾良公爵路易-菲利普二世的次子、法國末代國王路易-菲利普一世的弟弟。
法國大革命期間，安托萬-菲利普被逮捕並監禁在馬賽的聖讓堡。三年後安托萬-菲利普與弟弟路易-查理被流放至美國費城，1800年移居英格蘭。
1807年安托萬-菲利普因結核病去世，死後葬在西敏寺。